# That '80s Show
That '80s Show er en amerikansk sitcom, der foregår i 1984, der blev sendt fra januar til maj 2002 på Fox.
Selvom det havde et lignende navn, showstruktur og mange af de samme forfattere og produktionspersonale, var det ikke en direkte udløber af det langt mere succesrige That '70s Show. Karaktererne og historielinjerne fra de to shows krydsede aldrig veje. Det var et separat årti-baseret show skabt som et resultat af That '70s Show's popularitet på det tidspunkt.